# One Piece – Das Dead End Rennen
One Piece – Das Dead End Rennen ist der vierte Kinofilm zur Anime-Serie One Piece, der auf der gleichnamigen Manga-Serie des Mangaka Eiichirō Oda basiert. Der Film wurde in Japan von Tōei Animation produziert und wurde am 29. Juli 2011 durch Kazé Deutschland auf DVD veröffentlicht. Am 8. September 2012 wurde der Film zum ersten Mal im deutschen Free-TV gezeigt.

## Handlung
Auf der Suche nach Schätzen und Abenteuer verschlägt es die Strohhutbande auf die Insel Hanabal, wo sie von einem Kneipenwirt von dem gefährlichsten Rennen der Welt erfahren. Ihr Kapitän, Monkey D. Ruffy, willigt ein, am Rennen teilzunehmen, da die Crew ohnehin die 300.000.000 Berry Preisgeld sehr gut gebrauchen kann. Während der Anmeldung trifft Ruffy auf den Piratenjäger Shuraiya, welcher ihn zum Kampf herausfordert. Der anstehende Kampf wird von verschiedenen Piraten unterbrochen und so schlagen sich die beiden Seite an Seite durch die Massen an Piraten. Nach dem Gefecht begegnen sie dem selbsternannten Piratengeneral Gasparde, welcher beiden anbietet, in seine Crew einzusteigen, doch Ruffy lehnt ab, da er selbst Kapitän ist und sich niemanden unterordnet.
Am nächsten Morgen startet das Rennen. Doch selbst nach einem gelungenen Start schafft es die Flying Lamb, das Schiff der Strohhutbande, gerade mal auf den vorletzten Platz. Zorro wird im Badezimmer des Schiffes von einem Jungen mit Namen Dachs angegriffen, welcher sich zum Ziel gesetzt hat einen Piraten zu töten und das Kopfgeld für Medizin, welche er für seinen Großvater braucht, auszugeben. Zorro kann den Angreifer überwältigen und zusammen mit den anderen Crewmitglieder finden sie heraus, dass Dachs von Gaspardes Schiff stammt, und dass sein Großvater für den Kesselraum des Schiffes verantwortlich ist. Ruffy verspricht Dachs daraufhin, dass sie Gasparde einholen und seinen Großvater zu einem Arzt bringen werden.

Zur selben Zeit hat Shuraiya Gasparde an Bord seines Schiffes in einen Kampf verwickelt, da er sich an Gasparde für den Mord an seinen Eltern und seiner kleinen Schwester rächen will. Doch der Piratengeneral behält die Oberhand und schlägt Shuraiya brutal zusammen. Kurz bevor er ihm den Gnadenstoß verpasst, taucht am Horizont die Flying Lamb auf und Ruffy kann sich mithilfe seiner Teufelskräfte in letzter Sekunde vor Gasparde katapultieren und rettet Shuraiyas Leben. Beeindruckt von Ruffys Kräften fordert Gasparde ihn zum Kampf auf und präsentiert Ruffy seine Teufelskräfte, durch dessen Hilfe er seinen Körper in flüssigen Zucker verwandeln kann.

Als die restliche Strohhutbande Gaspardes Schiff entert, erblickt Dachs seinen Großvater und bittet ihn zusammen mit Ruffys Crew zu fliehen. Er willigt ein, geht aber zuvor noch einmal zurück in den Kesselraum um etwas zu erledigen. Nachdem das Schiff durch den Kampf zwischen Ruffy und Gasparde zu sinken droht, beschließt die Strohhutbande ohne Ruffy zurück auf ihr Schiff zu gehen, um rechtzeitig ablegen zu können. Doch die Zeit drängt, denn Nami, die Navigatorin, entdeckt in der Ferne einen schnell näher kommenden Wirbelsturm. Da es zu gefährlich ist auf Ruffy und Dachs' Großvater zu warten, legt die Flying Lamb ab, woraufhin Dachs in Rage gerät und versucht, das Schiff zu wenden. Zorro schlägt ihn daraufhin K.O. und muss feststellen, dass Dachs kein kleiner Junge, sondern ein kleines Mädchen ist.

Als der Wirbelsturm schon in unmittelbarer Nähe ist, schafft es Ruffy Gaspardes Schwachstelle zu finden und ihn direkt in die Mitte des Wirbelsturms zu katapultieren. Aufgrund seiner schweren Verletzungen klappt Ruffy zusammen und fällt in Ohnmacht, während das Schiff um ihn herum auseinandergerissen wird.
Am darauf folgenden Morgen wacht Ruffy in einem kleinen Boot zusammen mit Shuraiya und Biera, Dachs Großvater, auf und die drei treiben langsam der Flying Lamb entgegen. Wie sich herausstellt ist Dachs in Wirklichkeit Adelle, Shuraiya`s totgeglaubte Schwester und die beiden und Biera beschließen zusammen als eine Familie zu leben.

Kurz vor der Ziellinie muss die Strohhutbande erkennen, dass sie das Rennen nicht mehr gewinnen können, da die Marine bereits in der Zielgeraden auf sie wartet. Sie machen kehrt, setzen Adelle, Shuraiya und Biera in ein kleines Boot und setzen die Segel, um der Marine zu entkommen.

## Synchronisation
Die deutsche Synchronisation wurde vom Münchner Synchronstudio der PPA Film GmbH produziert. Das Dialogbuch wurde von Inez Günther geschrieben, welche ebenfalls die Synchronregie übernommen hatte.
| Rolle                | Japanischer Sprecher (Seiyū) | Deutscher Sprecher       |
| -------------------- | ---------------------------- | ------------------------ |
| Monkey D. Ruffy      | Mayumi Tanaka                | Daniel Schlauch          |
| Nami                 | Akemi Okamura                | Stephanie Kellner        |
| Lorenor Zorro        | Kazuya Nakai                 | Philipp Brammer          |
| Lysop                | Kappei Yamaguchi             | Dirk Meyer               |
| Sanji                | Hiroaki Hirata               | Hubertus von Lerchenfeld |
| Tony Chopper         | Ikue Ōtani                   | Martin Halm              |
| Nico Robin           | Yuriko Yamaguchi             | Simone Brahmann          |
| Biera                | Ichirō Nagai                 | Erich Ludwig             |
| Bobby                | Tetsu Inada                  | Gerhard Acktun           |
| Buchmacher           | Daisuke Gōri                 | Thomas Albus             |
| Dachs (Adelle)       | Miki Sakai                   | Elisabeth von Koch       |
| Frau des Buchmachers | Yuka Shioyama                | Inez Günther             |
| Funker               | Ryōhei Nakao                 | Mike Carl                |
| Gasparde             | Tarō Ishida                  | Christoph Jablonka       |
| Kneipenwirt          | Takeshi Aono                 | Dieter Memel             |
| Marine Obermaat      | Tetsu Inada                  | Gerhard Jilka            |
| Mayor Drake          | Eiji Takemoto                | Crock Krumbiegel         |
| Needles              | Jūrōta Kosugi                | Wolfgang Schatz          |
| Pogo                 | Daisuke Gōri                 | Gerhard Jilka            |
| Shanks               | Shūichi Ikeda                | Martin Halm              |
| Shuraiya             | Mitsuru Miyamoto             | Patrick Schröder         |
| Vigaro               | Kōji Haramaki                | Gerhard Acktun           |
| Willy                | Jūrōta Kosugi                | Willi Röbke              |

## Trivia
- One Piece – Das Dead End Rennen war der erste Film zur Serie, welcher nicht als Double Feature in den japanischen Kinos gezeigt wurde.
- Der nächste One Piece Film "Der Fluch des heiligen Schwerts" schließt direkt an die Abschlussszene dieses Filmes an.
- Eiichirō Oda hat die Charakterdesigns zu Gasparde und Shuraiya gezeichnet.
- Der Film spielte rund 2 Milliarden Yen[3] ein.